# Budai Gergely
Budai Gergely (Dunavecse, 1887. március 3. – Budapest, 1974. január 8.) református lelkész, teológus, pedagógiai doktor, a Budapesti Református Teológiai Akadémia rendes tanára 20 éven át, majd több éven át óraadója.

## Élete
Dunavecsén született. Gimnáziumi tanulmányait Kunszentmiklóson és Csurgón végezte el, majd 1909-ben befejezte teológiai tanulmányait is Budapesten. Két évig Szolnokon volt segédlelkész, illetve helyettes lelkész, majd Budapesten lett segédlelkész és hitoktató. 1916-tól a budapesti egyházmegye vallásoktatási igazgatói tisztségét nyerte el. 1925-ben a Református Teológiai Akadémián magántanári vizsgát tett gyakorlati teológiából és egyházjogból, majd ugyanebből később magántanári órákat is tartott ugyanott. 1929-ben teológiai doktorátust szerzett a Budapesti Egyetemen Joannes Chrysostomos peadagogiája címmel pedagógia, filozófiai és pszichológia tárgykörből. 1934 és 1954 között a Református Teológiai Akadémia újtestantemtnumi tanszékén tanított. 1954-et követően az újtestamentumi görög nyelv óraadó tanáraként és az internátus felügyelőjeként részben tovább dolgozott az Akadémiával. Tanított német nyelvet, tanszéküresedések idején ótestamentumi, vallástudományi, és filozófiai tantárgyakat is előadott. Teológiáját az úgynevezett „történelmi kálvinizmus” és a „pozitív biblicizmus” jellemezte. Budapesten hunyt el 1974-ben 86 éves korában.

## Művei
Cikkeket írt a Pedagógiai Lexikonba. Magyarra fordította Hastie A református gondolkodás alapelvei című munkáját és a Shorter Catechism című református hitvallást, Lefordította az Újtestamentomot (Budapest. 1967). A Teológiai Lexikon számára éveken át gyűjtött anyaga a második világháború idején megsemmisült. Önálló művei közül megjelentek: 
- Miért és hogyan tanulmányozzuk a Bibliát? (Budapest, 1925.)
- A gyakorlati theologia alapelve az Újtestamentomban. (Debrecen, 1925.)
- Joannes Chrysostomos paedagogiája. (Budapest, 1927.)
- Presbyterek a vallásórákon. (Budapest. 1928.)
- A mi vallásunk (Tankönyv). (Budapest. 1930.)
- A református keresztyén istentisztelet. (Budapest. 1931.)
- Újtestamentomi görög nyelvtan. (Budapest. 1937.)
- A gyakorlati egyházi élet és a theológiai főiskola. (Budapest. 1938.)
- Az újtestamentomi hermeneutika főbb szabályai.) (Budapest. 1941.)

Kéziratban maradtak más művei, pl. a teljes újszövetségi kommentársorozat.